# Plastophora beirne
Plastophora beirne är en tvåvingeart som beskrevs av Charles Thomas Brues 1905. Plastophora beirne ingår i släktet Plastophora och familjen puckelflugor. Inga underarter finns listade i Catalogue of Life.